# 4169 Celsius
4169 Celsius è un asteroide della fascia principale del diametro medio di circa 33,1 km. 
Scoperto nel 1980, presenta un'orbita caratterizzata da un semiasse maggiore pari a 3,3939666 UA e da un'eccentricità di 0,1729070, inclinata di 10,04564° rispetto all'eclittica.
L'asteroide è dedicato al fisico ed astronomo svedese Anders Celsius.